# 장수만리화
장수만리화(학명: Forsythia velutina)는 한반도 고유의 낙엽성 떨기나무로, 높이 1~1.5m 정도로 자라며 잎겨드랑이에 노란 꽃이 핀다. 주로 관상용으로 안뜰이나 정원에 심는다.